# Fronteira Costa Rica–Nicarágua
A fronteira entre a Costa Rica e a Nicarágua é a linha de 309 km de comprimento, direção leste-oeste, que separa o norte da Costa Rica do território da Nicarágua, se estendendo entre os litorais do Mar do Caribe (L) e do Oceano Pacífico (O). Passa quase junto ao Lago Nicarágua e segue parte do Rio San Juan.
Separa, do Leste para o Oeste:
- Departamentos da Nicarágua: Rio San Juan e Rivas.
- Províncias da Costa Rica: Limón, Heredia, Alajuela e Guanacaste.

Essas duas nações integraram as Províncias Unidas da América Central desde 1826 até 1838, quando se desfez essa Federação. A partir daí, as duas nações adquiriram a independência, passando a existir esa fronteira.
Em novembro de 2010 o extremo norte da Isla Calero, uma reserva ecológica, foi foco de conflito entre a Nicarágua e a Costa Rica, e foi ocupada por tropas da Nicarágua. Os dois países divergem na interpretação de três documentos históricos: o Tratado Cañas-Jerez, e os laudos Cleveland e Alexander de E.P. Alexander, que arbitrou o litígio entre ambos em 1897. Nesse ano, o vice-chanceler costarriquenho Carlos Roverssi, queixou-se de que no mapa publicado pela Google Maps a fronteira entre os dois estados tem erros que possibilitaram a entrada na Costa Rica a militares nicaraguenses. O mapa do Instituto Nicaraguense de Estudos Territoriais (Ineter) coincide com o do Instituto Geográfico Nacional da Costa Rica, sendo ambos baseados no tratado limítrofe Cañas-Jerez de 1858, bem como no laudo Cleveland, de 1888.